# William Henry Vanderbilt
William Henry "Billy" Vanderbilt I (New Brunswick, 8 mei 1821 – New York, 8 december 1885) was een Amerikaanse ondernemer, magnaat en lid van de prominente familie Vanderbilt.
Vanderbilt werd geboren als de oudste zoon van Cornelius Vanderbilt. Zijn vader hield zorgvuldig toezicht op zijn opleiding en bezorgde zijn 18-jarige zoon een baan als secretaris bij een bank in New York. Na een bestuurlijke functie te hebben bekleed bij Staten Island Railway, werd hij in 1862 de president van het bedrijf. Vervolgens, drie jaar later, werd hij benoemd tot vicepresident van de Hudson River Railway.
In 1869 werd hij vicepresident en in 1877 president van de New York Central and Hudson River Railroad Company. Na de dood van zijn vader werd hij tevens president van de New York Central Railroad, de Lake Shore en Michigan Southern Railway, de Canada Southern Railway en de Michigan Central Railroad.
Hij breidde het spoorwegimperium van zijn familie uit en voegde miljoenen toe aan het enorm fortuin van de familie Vanderbilt. Hij trouwde in 1841 met Maria Louisa Kissam (1821–1896), met wie hij acht kinderen kreeg (vier zonen en vier dochters).
In 1877 erfde hij bij de dood van zijn vader ongeveer 100 miljoen dollar. Negen jaar later had hij dit bedrag weten te laten aangroeien tot bijna US$ 194 miljoen. Toen Vanderbilt stierf aan een beroerte op 8 december 1885, was hij de rijkste man ter wereld. In zijn testament had hij eerst bepaald dat de spoorwegnetten bij elkaar moesten blijven en alleen in gemeenschappelijkheid door de erven konden worden verkocht én dat ieder kind 10 miljoen dollar kreeg, waarbij de weduwe de rest kreeg minus enkele legaten. Aan legaten voor weldadige instellingen had hij 1 miljoen dollar nagelaten.

## Holdings van William Henry Vanderbilt
- Chicago, Burlington and Quincy Railroad
- Chicago and Canada Southern Railway
- Detroit and Bay City Railroad
- Hudson River Railroad
- Hudson River Bridge
- Joliet and Northern Indiana Railroad
- Michigan Midland and Canada Railroad
- New York Central and Hudson River Railroad
- New York Central Sleeping Car Company
- New York and Harlem Rail Road
- Spuyten Duyvil and Port Morris Railroad
- Staten Island Rail-Road